# ريتشارد فيليكس مارشان
ريتشارد فيليكس مارشان (بالألمانية: Richard Felix Marchand)‏ هو كيميائي ألماني، ولد في 1813 في برلين في ألمانيا، وتوفي في 1850.